# Веліхово (Поморське воєводство)
Веліхово (пол. Wielichowo) — село в Польщі, у гміні Слупськ Слупського повіту Поморського воєводства.
Населення — 135 осіб (2011).
У 1975-1998 роках село належало до Слупського воєводства.

## Демографія
Демографічна структура станом на 31 березня 2011 року:
|          | Загалом | Допрацездатний вік | Працездатний вік | Постпрацездатний вік |
| -------- | ------- | ------------------ | ---------------- | -------------------- |
| Чоловіки | 72      | 6                  | 57               | 9                    |
| Жінки    | 63      | 3                  | 46               | 14                   |
| Разом    | 135     | 9                  | 103              | 23                   |